# Archéologie au Malawi
L'archéologie au Malawi est peu développée. Les fouilles ont cependant permis de mettre au jour une mandibule très ancienne d'un Homo rudolfensis et plusieurs sites permettant de témoigner de l'occupation humaine depuis l'âge de la pierre.
Le complexe de Chongoni, inscrit au patrimoine mondial de l'UNESCO, est remarquable par ses peintures rupestres mais aussi par la continuité culturelle dont il témoigne, depuis le Later Stone Age (Paléolithique supérieur) jusqu'à l'époque contemporaine.

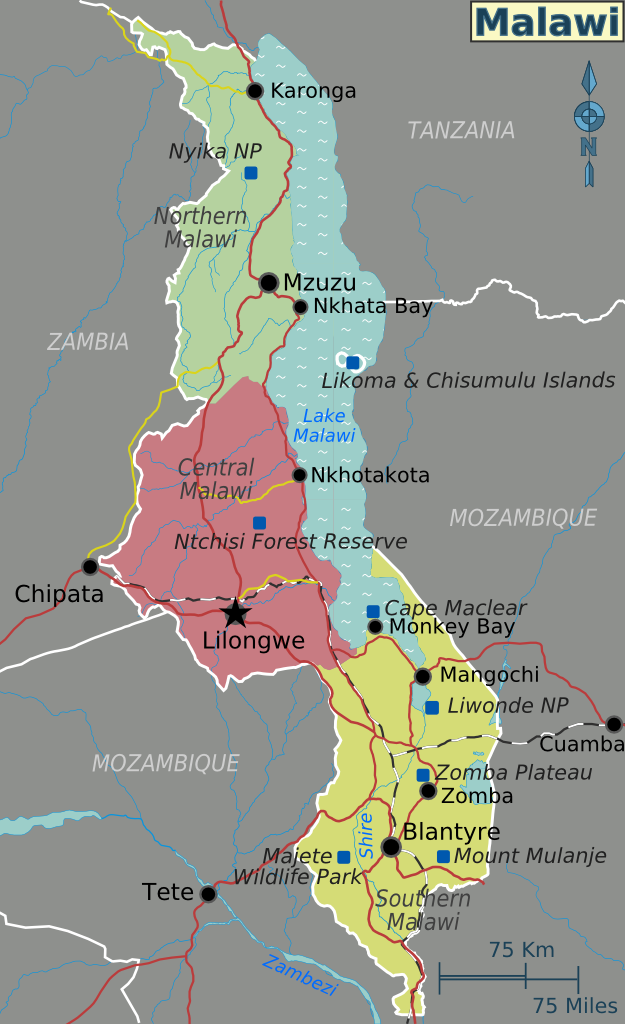
Carte du Malawi.

## Historique
L'intérêt pour le passé préhistorique du Malawi remonte aux années 1920. Des fouilles et des découvertes dans les pays voisins, aujourd'hui devenus Tanzanie et Zambie, font penser aux archéologues qu'ils peuvent faire le même type de trouvailles sur le territoire de ce qui est de nos jours le Malawi. Dans les années 1920, des fossiles fragmentaires sont trouvés dans des dépôts lacustres à l'extrémité nord-ouest du lac Malawi ; F. Dixey les cartographie. De 1947 à 1961, les seules recherches archéologiques sont le fait de J. Desmond Clark, basé en Rhodésie du Nord (actuelle Zambie). Il poursuit en 1965, 1966 et 1973 par des expéditions, alors qu'il a rejoint les États-Unis. Ces expéditions comptent dans leurs rangs Keith Robinson, qui mène le premier travail d'ampleur sur l'âge du fer au Malawi. Yusuf M. Juwayeyi est l'un des premiers archéologues malawites ; il travaille sur ce sujet depuis le début des années 1980. Peu d'archéologues étrangers se sont intéressés au Malawi.

## Périodisation
La périodisation de la préhistoire africaine par les anglo-saxons, utilisée pour l'archéologie malawite, est fondée sur une tripartition, tandis que les francophones utilisent un système plus détaillé, non limité à l'Afrique,.
| Périodisation anglo-saxonne | Correspondance (approximative)                                    |
| --------------------------- | ----------------------------------------------------------------- |
| Early Stone Age (ESA)       | Paléolithique archaïque Paléolithique inférieur                   |
| Middle Stone Age (MSA)      | Paléolithique moyen                                               |
| Later Stone Age (LSA)       | Paléolithique supérieur Épipaléolithique Mésolithique Néolithique |

## Early Stone Age

### Uraha

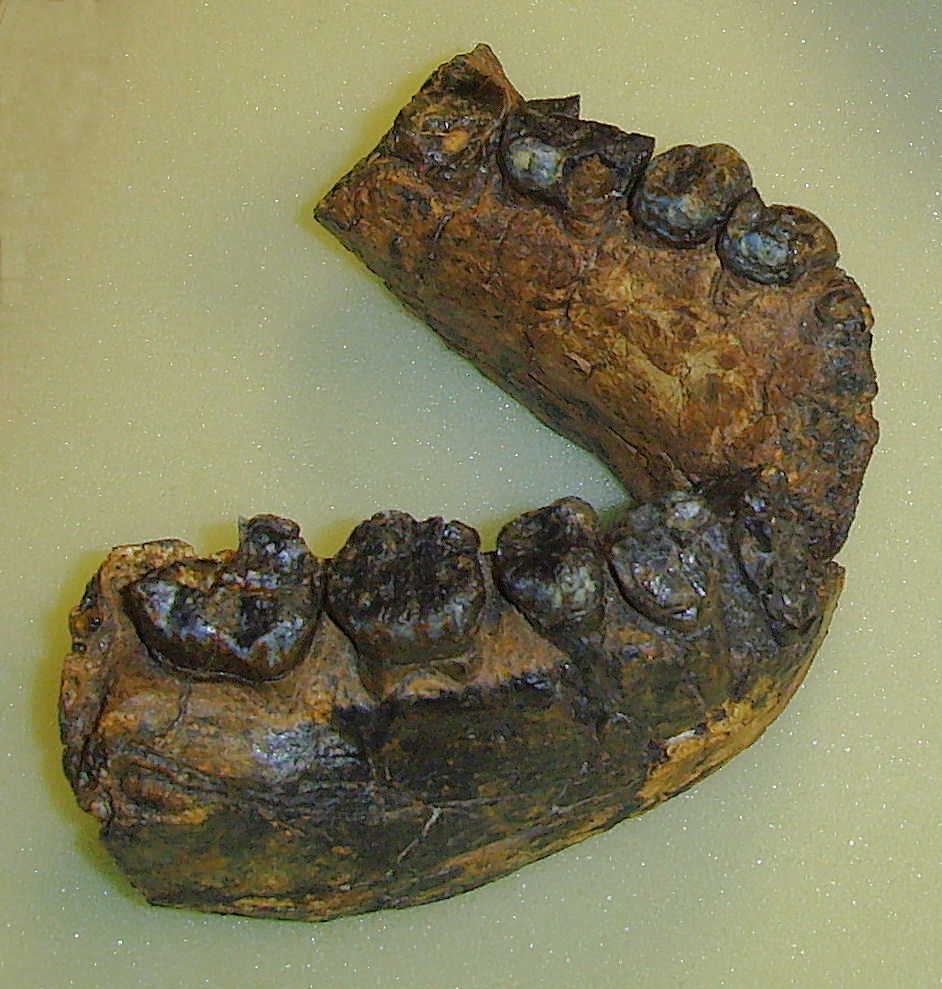
Mandibule UR 501 découverte à Uraha.

Uraha est un site de l'Early Stone Age (Paléolithique inférieur) situé sur la colline éponyme, dans le nord du Malawi. Il correspond aux dépôts de Chiwondo, où des fossiles sont découverts dans le fond du lac Malawi. Il est connu pour la découverte de la la machoire d'un Homo rudolfensis vieux de 2,4 millions d'années, parmi les plus anciens représentant du genre Homo. La découverte de cette mandibule permet d'éclairer la relation qui existe entre les sites d'Afrique australe et ceux d'Afrique de l'est. On ne découvre aucun outil en pierre, mais les restes fossiles d'animaux montrent un changement dans l'habitat entre 4 et 1,5 millions d'années auparavant, alors que l'environnement local se transforme progressivement en prairie.

## Middle Stone Age

### Village de Mwanganda
Le village de Mwanganda est l'un des quelques sites du Middle Stone Age (MSA) malawite, situé près de Karonga. Les archéologues y trouvent des os d'animaux associés à des artefacts en pierre. Dans la « zone 1 » on trouve une carcasse d'éléphant. Des os d'éléphants brisés sont dispersés dans trois autres endroits. Ils sont datés du Pléistocène. La « zone 2 » contient des preuves d'autres activités cynégétiques, vraisemblablement réitérées. Dans les années 1970, John Desmond Clark l'analyse comme un site de dépeçage d'éléphants.
Des données plus récentes permettent de contester cette hypothèse et de postuler, qu'entre 42 et 22 ka AP, plutôt qu'une occupation des bords d'un lac relativement stable, il s'agit de colonisations successives des couloirs ripariens par les chasseurs-cueilleurs du MSA, dont la population se concentre dans les zones relativement humides qui subsistent lorsque les plans d'eau s'assèchent.

## Later Stone Age
Les plus anciennes traces du Later Stone Age au Malawi s'étagent entre 17000 et 10000 AP. La plupart des sites du Malawi sont des abris sous roche, ce qui est fréquent en Afrique. Les dernières traces datent du XVIIIe  voire du XIXe siècle.

### Art rupestre de Chongoni
La zone d'art rupestre de Chongoni est située dans la région centrale ; elle consiste en 127 sites identifiés (il y en a peut-être d'autres encore). Les sites contiennent des peintures rupestres qui vont du Later Stone Age jusqu'à l'âge du fer.

#### Tradition rupestre d'Afrique centrale
L'analyse de l'art rupestre d'Afrique centrale est basée sur les critères proposés par Benjamin Smith. Il divise l'art rupestre en quatre « traditions » basées sur l'usage de certains motifs et symboles qu'on retrouve dans les peintures. Les deux « traditions rouges » viennent des chasseurs-cueilleurs utilisant la technologie du Later Stone Age, tels les outils microlithiques. Les BaTwa, qui continuent à utiliser la même technologie durant l'âge du fer, en sont les continuateurs. Les deux « traditions blanches » sont celles des Chewa. En effet, elles couvrent une aire géographique presque identique à celle couverte par les Chewa modernes et les symboles utilisés sont les mêmes qu'ils utilisent pour leurs rituels actuels.

##### Tradition des animaux rouges
Il s'agit de la représentation de figures animales et humaines, toujours réalisées avec des pigments rouges. Les animaux sont généralement dessinés complètement et les corps colorés, ils tendent vers un style naturaliste. Ils sont aussi stylisés, ce qui ne permet pas de reconnaître les espèces représentées.

##### Tradition géométrique rouge
Cette tradition consiste à représenter des figures géométriques simples. Les formes les plus communes sont des cercles, des cercles concentriques, des cercles divisés, des échelles, des lignes et des lignes parallèles. Des pigments rouges et des pigments blancs sont utilisés, mais le blanc a presque disparu dans la plupart des sites, du fait de sa nature moins propice à la conservation.

##### Tradition zoomorphe blanche
Les peintures de cette catégorie sont exécutées avec le doigt. Elle comprennent des animaux stylisés et des figures humaines. Elles sont généralement faites avec des pigments blancs, mais, parfois, avec du charbon. Cette tradition est celle des Chewa qui, de nos jours, dessinent encore des hommes masqués et des animaux à l'occasion des cérémonies (funérailles, rites de passages…) liées à la société du Nyau.

##### Tradition de l'aigle blanc
Cette tradition est caractérisée par des figures semblables à une peau déployée et tendue. Elles contiennent presque toujours des motifs ressemblant à des serpents et d'autres motifs faits de cercles et de lignes de points. La couleur est principalement le blanc, mais le noir et le rouge sont aussi présents. Elles sont dues aux femmes chewa et sont réalisées à l'occasion de la cérémonie dite Chinamwali, rite de passage à l'âge adulte pour les filles.

Art rupestre de Chongoni
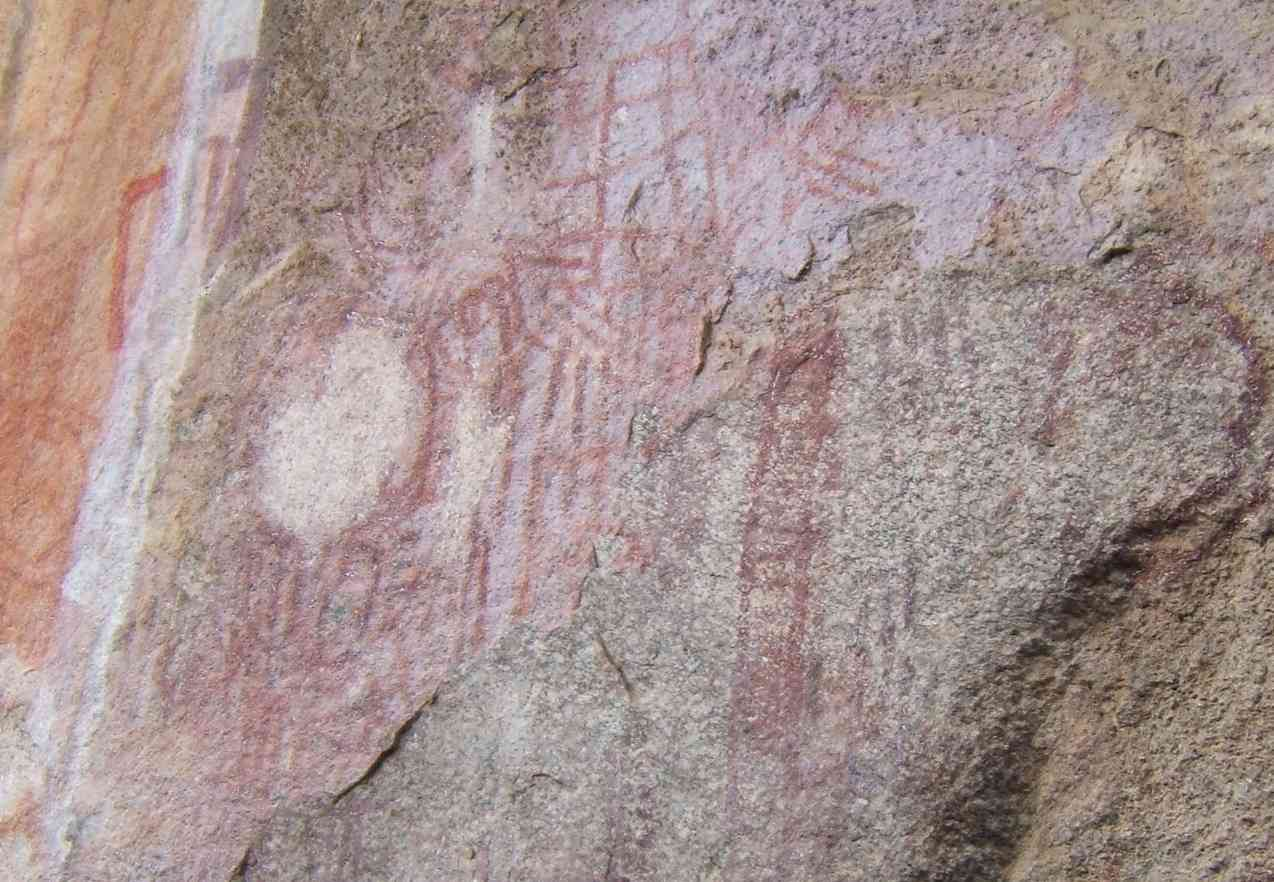
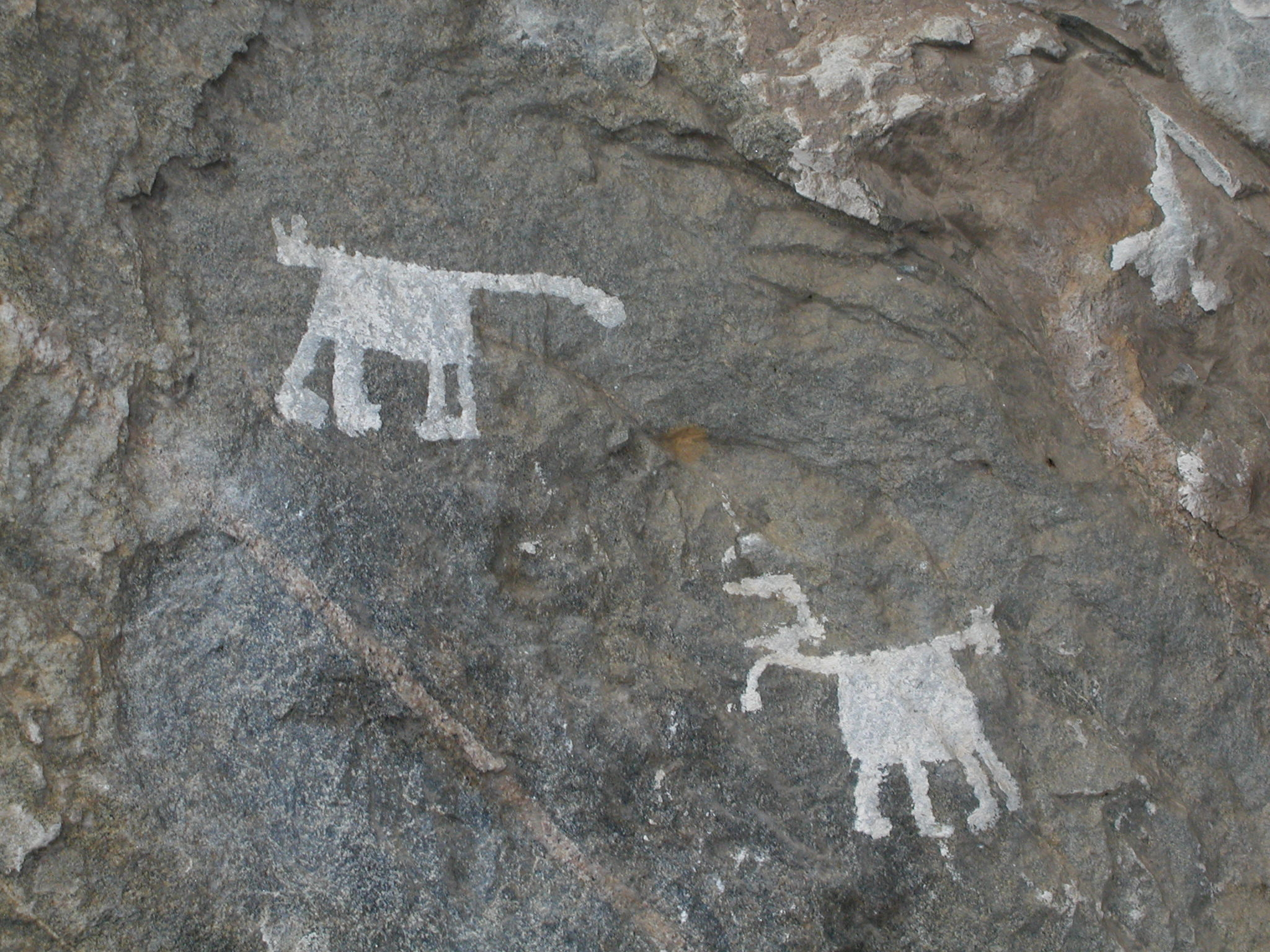
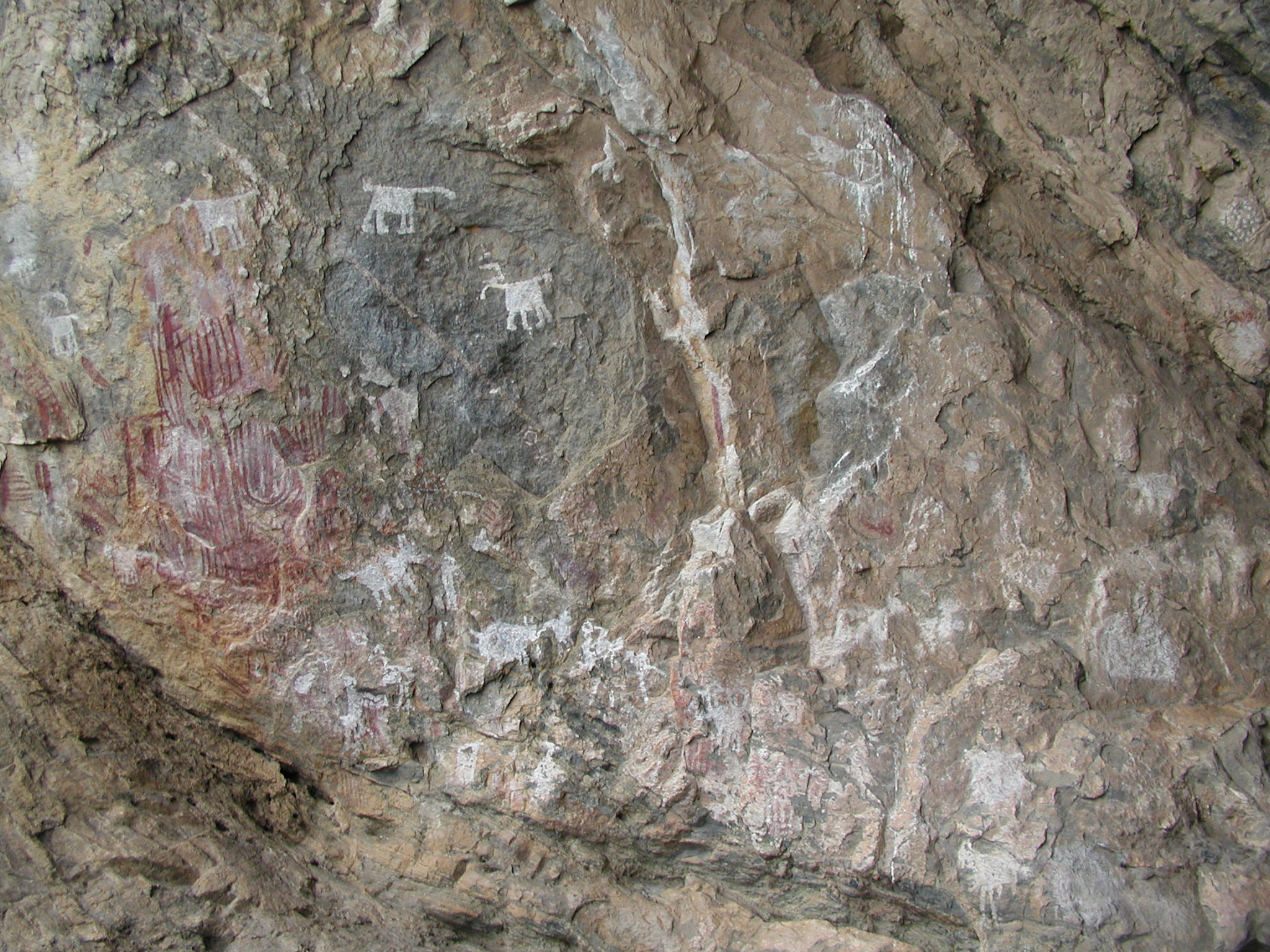
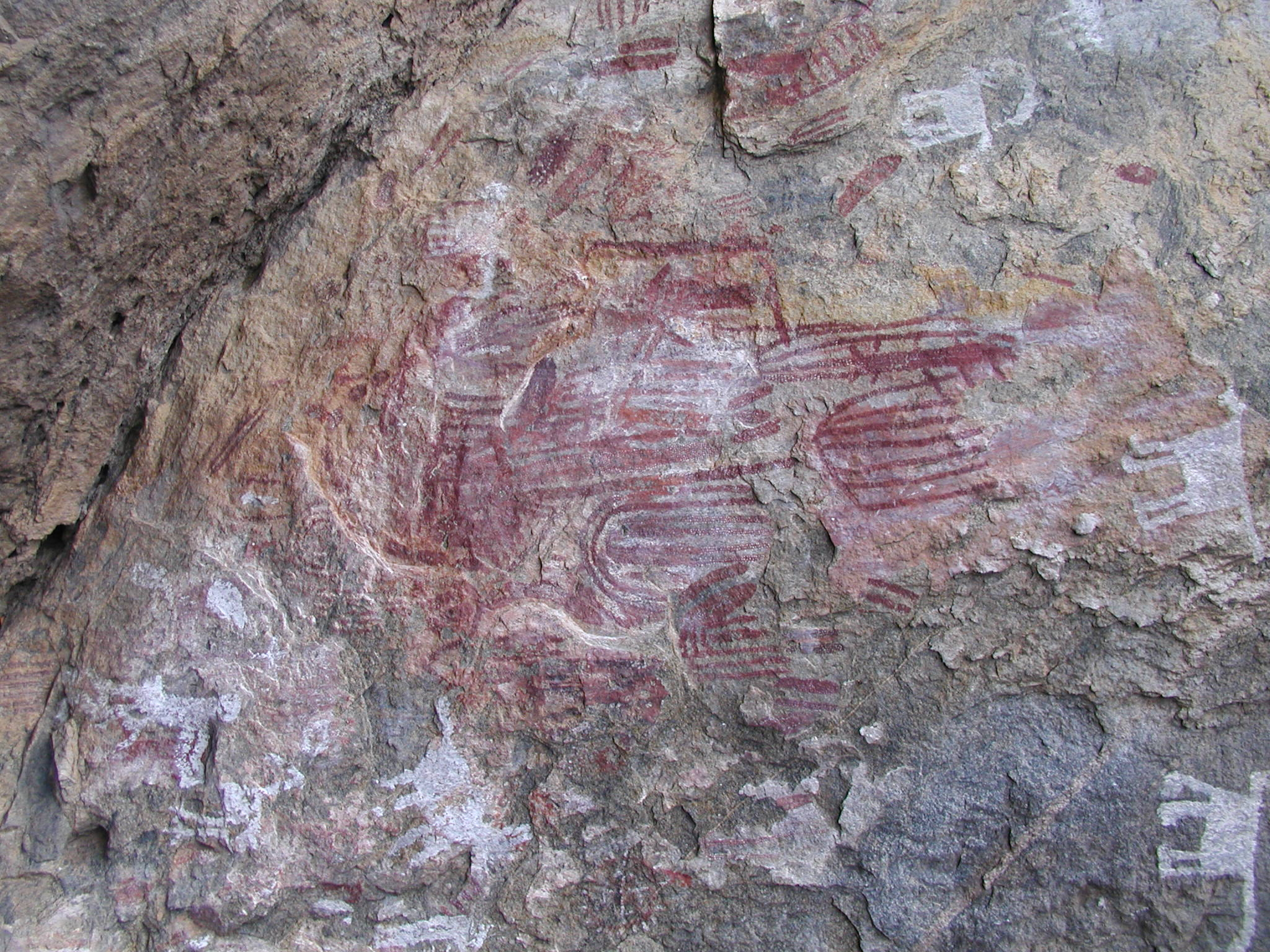
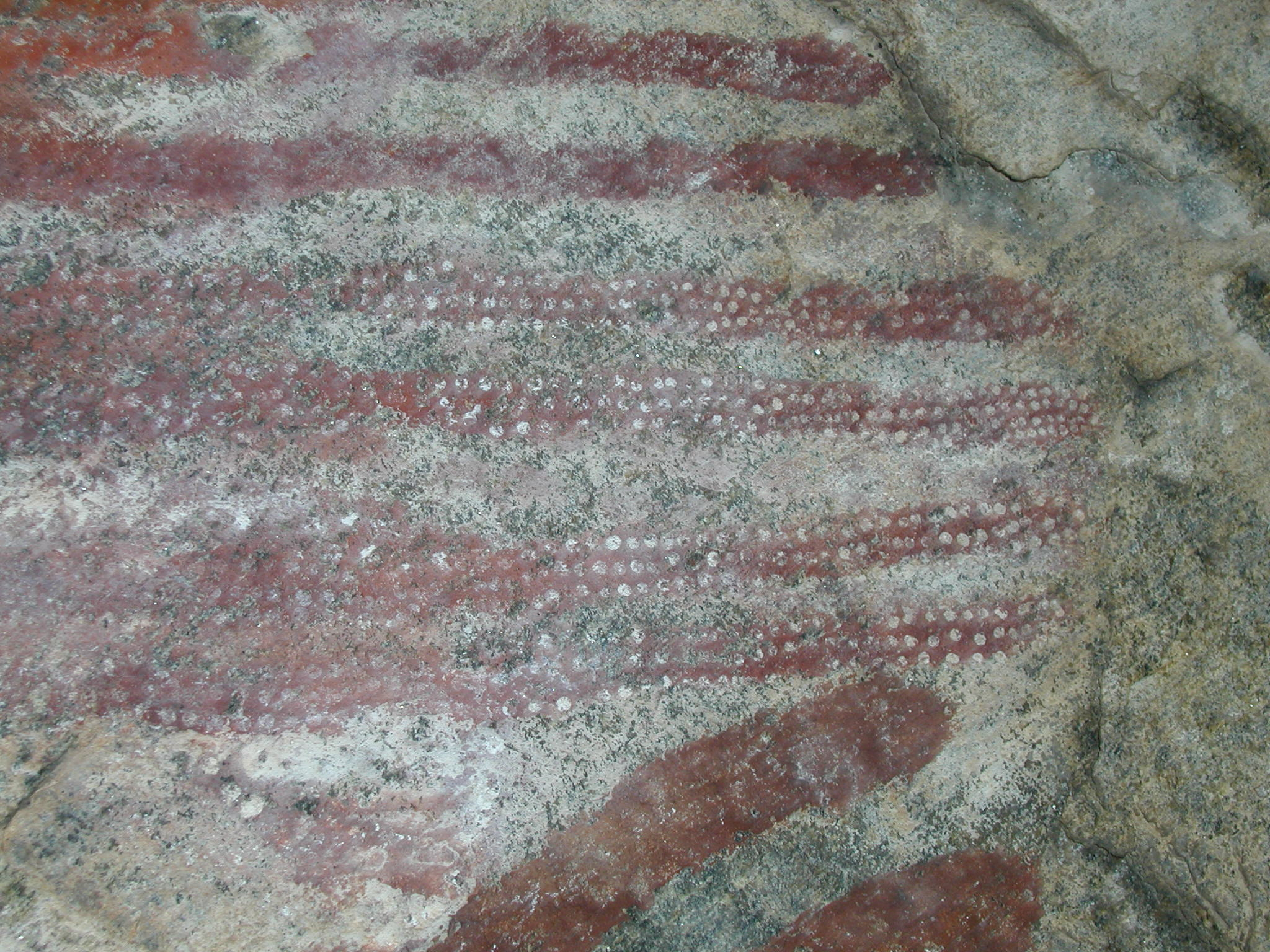
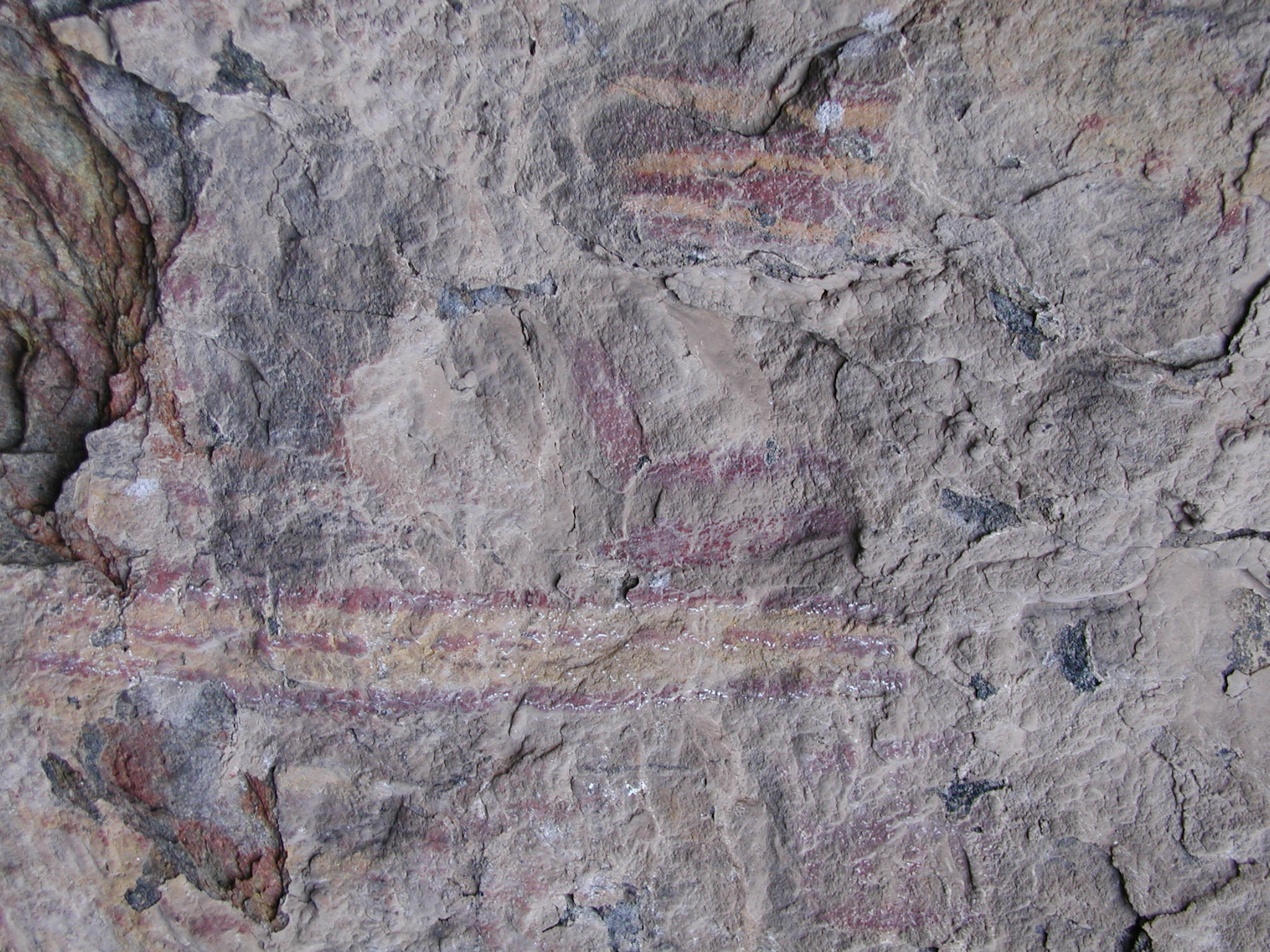
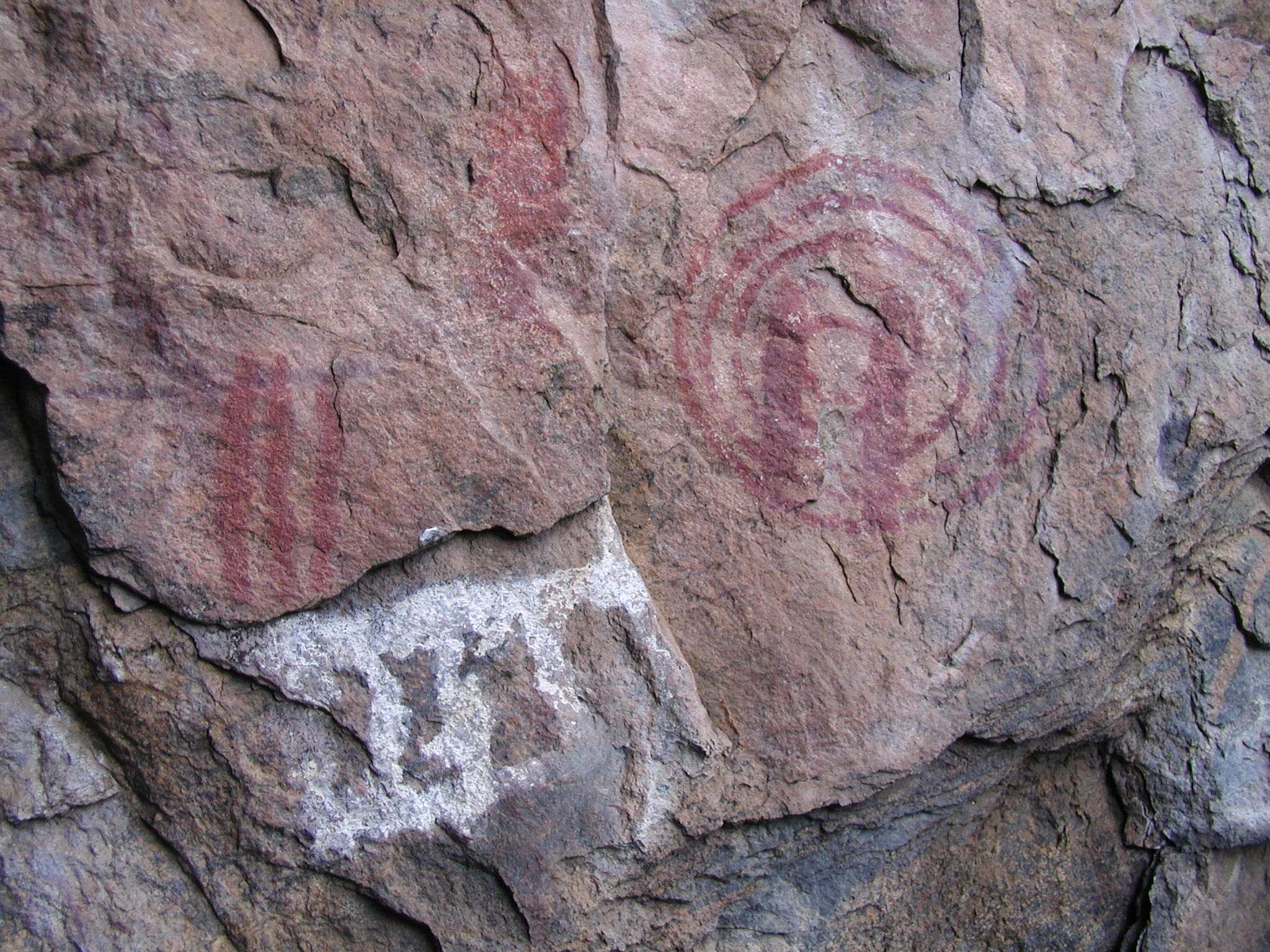

L'ensemble est inscrit sur la liste du patrimoine mondial de l'UNESCO au titre de l'art rupestre et de sa continuité jusqu'à l'époque actuelle.

### Mwana wa Chentcherere II
L'abri sous roche de Mwana wa Chentcherere II est l'un des plus grands du Malawi ; il est fouillé par John Desmond Clark en 1972. Il montre la persistance du mode de vie des chasseurs-cueilleurs à l'époque de l'âge du fer. De nombreuses peintures montrent des motifs liés à la sexualité et à la fertilité dont des aspects féminins très intimes qui n'existent pas dans les peintures antérieures.

## Âge du fer

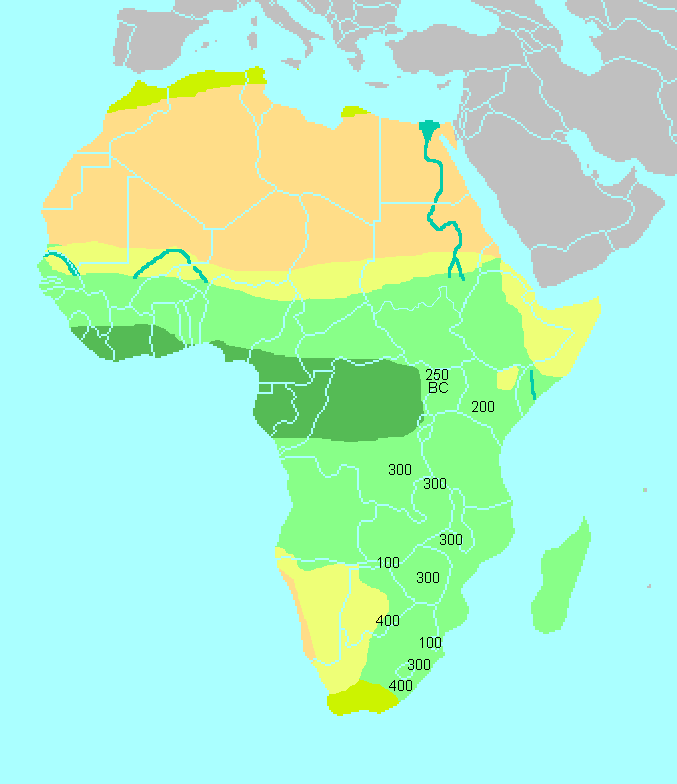
Carte des sites de l'âge du fer ancien en Afrique australe et orientale (dates ap. J.-C.)
Urewe (Lac Victoria) 250, Kwale 200, Kisale 300, Kalundu/Dambwa 100, Kalambo 300, Nkope 300, Gokmere-Ziwa/Bambata 300, Kei river 400 CE.

Les recherches archéologiques sur l'âge du fer malawite sont dues à Keith Robinson au milieu des années 1960. De 1968 à 1975, il fouille de nombreux endroits dans le sud du pays et il établit la séquence archéologique de l'âge du fer au Malawi. En comparant les poteries, il détermine une phase intermédiaire utilisant la céramique prouvant une continuité du début à la fin de l'âge du fer. Les chasseurs-cueilleurs du Later Stone Age sont les premiers à occuper la zone.

### Cultures de l'âge du fer

#### Culture Nkope
Nkope est un site de l'âge du fer ancien situé à environ vingt kilomètres au sud de Monkey Bay et quarante kilomètres au nord de Mangochi. Le site est daté d'entre 250 à 1000 apr. J.-C. La culture de Nkope est définie essentiellement par ses poteries, généralement épaisses par rapport à leur taille et présentant des rebords marqués et décorés. Les récipients de base sont des pots sphériques à rebords épais et aplatis. Ce type de poterie a une vaste diffusion, puisqu'on le trouve dans le sud du Malawi mais aussi dans l'est de la Zambie et du Mozambique. La plupart des sites de poterie Nkope se trouvent sur les berges sud du lac Malawi et le long de la rivière Shire et de ses affluents ainsi que sur les plateaux de Namwera et du Mulanje.

#### Culture Kapeni
La culture Kapeni se trouve sur les berges de la Shire ; elle existe de 800 à 1100 apr. J.-C. environ. La poterie de Kapeni est considérée comme la plus ancienne de l'âge du fer tardif, car elle est plus proche de celle de Nkope que toutes les autres poteries de l'âge du fer tardif. Elle existe à la même période que la culture Longwe et il a été mis en évidence, qu'en certains endroits, elle coexiste avec la culture Nkope.

#### Culture Longwe
La poterie de la culture Longwe ressemble à celle de Mawudzu et elle est originellement classée sous ce terme. Lorsque d'autres pièces sont découvertes, elle est considérée comme distincte. Elle apparaît vers 1000 apr. J.-C. et, dans certains endroits, elle existe en même temps que la culture Kapeni. On trouve ses artefacts au nord et à l'est du massif du Mulanje, dans la basse vallée de la Shire, dans les collines de Ntaja-Namwera et sur les hauts plateaux de la Shire. Les outils de pierre trouvés dans beaucoup des sites laissent à penser que les populations de la culture Longwe étaient des chasseurs-cueilleurs mais qu'ils fabriquaient néanmoins de la céramique.

#### Culture Mawudzu
La culture Mawudzu tient son nom de la colline éponyme, située sur les rives du lac Malawi ; elle s'étend de 1200 à 1750 apr. J.-C. Elle est essentiellement définie par sa céramique, laquelle est très différente de celles de Kapeni et de Nkope. Il est donc hautement improbables qu'elle en dérive. La datation par carbone 14 la situe dans une fenêtre temporelle pendant laquelle la poterie de Kapeni n'est plus utilisée et pendant laquelle celle de Longwe est en voie de disparition. On pense que la poterie de Mawudzu est le fait de populations locutrices du chewa. Malgré le manque d'informations sur les poteries du début de l'âge du fer, la distribution géographique des sites est similaire à celle de ces habitants à l'époque. Dans ces sites méridionaux, on trouve plus d'indices de la dépendance à l'agriculture et à l'élevage du bétail que pour les populations antérieures.

#### Culture Nkhudzi
Les poteries Nkhudzi sont trouvées pour la première fois dans la baie éponyme ; elles sont distinctes des autres évoquées ici. Leur apparition au Malawi résulte sans doute d'un commerce à longue distance durant le XVIIIe siècle. La répartition géographique des sites de la culture de Nkhudzi est similaire à celle de la culture Mawudzu. La plupart sont situés dans des régions fertiles et proches de points d'eau. Les traces archéologiques indiquent que l'aire géographique du peuplement Nkhudzi est très grande. Cette culture pratique largement l'agriculture, l'élevage du bétail et le travail du fer.

### Mankhamba
Mankhamba est un  site de l'âge du fer tardif du Malawi méridional. Les artefacts découverts comprennent des pièces de céramique locales et importées, des outils en pierre, des objets en cuivre et en fer, des perles et des restes d'animaux.

#### Céramique
La poterie locale est de type Mawudzu et Nkhudzi. La poterie Mawudzu est représentée par des bols hémisphériques profonds, tandis que celle de Nkhudzi l'est par des pots à fond renflé et des bols à large ouverture. On y trouve aussi quelques tessons appartenant à la période de l'âge du fer ancien. Quatre-vingt fragments d'au moins soixante-huit pipes à fumer sont découverts. C'est la plus grande collection du genre et de l'époque au Malawi. Un exemplaire complet et cinq fragments de fusaïoles (anneaux servant au filage) sont présents, tous en relation avec une industrie vestimentaire.

#### Artefacts en pierre
On y trouve aussi des meules en pierre. Sept des huit pierres utilisées sont des roches polies par les eaux, dont quatre utilisées pour le martelage, trois étant probablement des nkhulungo, des pierres lisses que les femmes utilisent pour polir ou lisser les sols des maisons après y avoir ajouté de la terre. La dernière pierre est couverte d'une suie attestant de son utilisation comme pierre d'âtre.

#### Objets en fer
On trouve des preuves de l'existence d'un travail du fer ; il s'agit d'objets et de grandes quantités de scories et de tuyaux utilisés comme cheminées dans le processus de fonte. Le site, ouvert et exposé aux intempéries, fait que les objets sont fortement corrodés et très difficiles à identifier. Certains semblent être des houes, des haches, des lances, des flèches et des rasoirs.

#### Objets en cuivre
Ce site contient la plus grande quantité d'objets en cuivre jamais récupérés sur un site de l'âge du fer au Malawi. Ils sont mieux préservés que ceux en fer et facilement identifiables. Les plus courants sont des aiguilles, des hameçons, des anneaux et des cannes utilisés pour la pêche. Il y a aussi des ornements, colliers, bagues et bracelets.

#### Restes animaux
Le site est riche en restes d'animaux sauvages et domestiques, dont des poissons et des gastéropodes. La population chassait des proies de taille moyenne à grande plutôt que les plus petites. Les restes les plus fréquents sont ceux d'impalas, de buffles d'Afrique et d'éléphants. La plupart présentent des traces montrant un travail sur l'os et l'ivoire. 
Les animaux domestiques sont représentés par des bovins (Bos taurus), des moutons, des chèvres, des porcs, des chiens, des poulets, des colombes et des pigeons. Plus de 30 % des os présentent des traces de cuisson ou de brûlure ainsi qu'une coloration verte due au contact avec les objets en cuivre.

## Colline de Mbande
La colline de Mbande, dans le nord du pays, dont les couches supérieures correspondent à l'ancienne capitale du royaume des Ngonde au XIXe siècle, est un site archéologique occupé depuis le XVe siècle.